# Hans Christian Broholm
Hans Christian Broholm (bis 1915 Hans Christian Broholm-Hansen, * 8. März 1893 auf Gut Broholm in Bellinge, Insel Fünen; † 16. Juni 1966 in Kopenhagen) war ein dänischer prähistorischer Archäologe, der am Dänischen Nationalmuseum arbeitete. Als Spezialist für die Bronzezeit erwarb er sich internationales Ansehen.

## Leben und Werk
Hans Christian Broholm-Hansen war der Sohn des Tierarztes und Landwirts Hans Peter Hansen (1864–1918) und der Laurine Petrine Marie geb. Jørgensen (1863–1950). Er besuchte das Gymnasium (Katedralskole) in Odense und studierte von 1912 bis 1919 an der Universität Kopenhagen Geschichte und Klassische Philologie (Griechisch und Latein). Unter seinen akademischen Lehrern waren der Philologe und Wissenschaftshistoriker Johan Ludvig Heiberg (1854–1928) und der Archäologe Christian Blinkenberg (1863–1948), die seine wissenschaftlichen Interessen entscheidend förderten. Eine Anstellung am Dänischen Nationalmuseum in Kopenhagen bekam Broholm bereits am 1. Januar 1919, zunächst als Mitarbeiter in der 1. Abteilung, nach dem Magisterexamen im Rang eines Unterinspektors (ab 1. Oktober 1919). Er verbrachte seine gesamte Laufbahn an diesem Museum.
Sein anfänglicher Forschungsschwerpunkt war die Archäologie des Mittelmeerraums. Nach entsprechenden Veröffentlichungen unternahm Broholm 1926 eine längere Studienreise nach Italien als Stipendiat des Svenska Institutet i Rom. Nach seiner Rückkehr verschob sich sein Interessen- und Arbeitsschwerpunkt, bedingt durch seine berufliche Tätigkeit, immer mehr zur Ur- und Frühgeschichte, insbesondere zur Bronzezeit. 1930 unternahm er eine ausgedehnte Forschungsreise durch Norddeutschland, Polen, Österreich, Ungarn, Jugoslawien, Bulgarien und die Türkei, als deren Frucht 1933 seine Studien zur jüngeren Bronzezeit (Studier over den yngre Bronzealder) erschienen. Für diese Arbeit verlieh ihm die Universität Kopenhagen den Doktortitel (Dr. phil.) ohne mündliche Prüfung.
Am Nationalmuseum wurde Broholm 1931 zum 2. Inspektor und 1936 zum 1. Inspektor befördert. Er engagierte sich ab den 1930er Jahren auch zusehends für die nationale und internationale Zusammenarbeit der Prähistoriker und Archäologen. 1934 wurde er Mitglied der Oldskrift-Selskabs Oldsagsafdeling und ständiger Beirat des Internationalen Archäologen-Kongresses. 1936 wählte ihn das Deutsche Archäologische Institut zum korrespondierenden Mitglied. 1937 beteiligte er sich an der Vorbereitung eines internationalen nordischen Museums-Kongresses. 1941 erhielt er den Titel eines Museumsrats. Während des Zweiten Weltkriegs legte er, zusammen mit vielen anderen dänischen Gelehrten, 1942 seine Mitgliedschaft im Deutschen Archäologischen Institut nieder.
Broholm war außerdem Ehrenmitglied der Polnischen Prähistorischen Gesellschaft in Posen und langjähriges Mitglied der Holberg-Gesellschaft (stellvertretender Vorsitzender 1947–1953, Präsident 1953–1959). Spätestens 1959 gehörte er wieder dem Deutschen Archäologischen Institut an, nun als ordentliches Mitglied. 1965 trat Broholm am Nationalmuseum in den Ruhestand.
Broholm beschäftigte sich mit allen Aspekten der prähistorischen Kultur, soweit sie aus archäologischen Funden zu erfassen sind. Er verfasste fach- und populärwissenschaftliche Darstellungen, die von der Altsteinzeit bis zur Römerzeit reichten. Schwerpunkte seiner Arbeit waren die bronzezeitlichen Köderfunde und die Kleidung der Bronzezeit, bei der er intensiv mit der Textilhistorikerin Margrethe Hald zusammenarbeitete.

## Schriften (Auswahl)
- Harpyiemonumentet i Xanthos In: Studier fia Sprog- og Oltidsforskning. Band 126 (1923), S. 1–40
- Kyrene. En mykensk Gudinde. Et tydningsforsøg. Kopenhagen 1925
- Nye Fund fra den ældste stenalder, Holmegaard- og Sværdborgfundene. In: Aarbøger for Nordisk Oldkyndighed og Historie. 3. Folge, 11. Jahrgang, 1924 (1925), S. 1–144
- Nouvelle trouvailles du plus ancien âge de la pierre: le trouvailles de Holmegaard et de Svaerdborg. Kopenhagen 1926
- Langøfundet. En boplads fra den ældre stenalder paa Fyn. In: Aarbøger for Nordisk Oldkyndighed og Historie. 3. Folge, 14. Jahrgang, 1927, S. 129–190
- Studier over den yngre bronzealder i Danmark. Kopenhagen 1933
- La céramique de l’âge du bronze au Danemark. In: Mémoires de la Societé royale des antiquaires du Nord. Jahrgang 1933 (1934), S. 546–648
- mit Margrethe Hald: Danske bronzealders dragter. Kopenhagen 1935 (= Nordiske Fortidsminder 2,5–6)
  - englische Übersetzung: Costumes of the Bronze Age in Denmark. Kopenhagen 1940
  - gekürzte englische Ausgabe: Bronze Age Fashion. Kopenhagen 1948
- Kvindedragten i bronzealderen. Kopenhagen 1938
- mit Margrethe Hald: Skrydstrupfundet en sønderjydsk kvindegrav fra den ældre bronzealder. Kopenhagen 1939 (= Nordiske Fortidsminder 3,2)
- Mandsdragten i bronzealderen. Kopenhagen 1941
- Danmarks Bronzealder. 4 Bände, Kopenhagen 1943–1949
  - Band 1 (1943): Samlede fund fra den ældre bronzealder
  - Band 2 (1944): Kultur og folk i den ældre bronzealder
  - Band 3 (1946): Samlede fund fra den yngre bronzealder
  - Band 4 (1949): Danmarks kultur i den yngre bronzealder
- Danmark og Romer-Riget: en kulturhistorisk skizze. Kopenhagen 1952
- Aeldre bronzealder. Kopenhagen 1952 (= Danske Oldsager 3)
- Yngre Bronzealder. Kopenhagen 1953 (= Danske Oldsager 4)
- Bronzelurerne i National Museet: en arkaeologisk undersøgelse. Kopenhagen 1958
- mit William P. Larsen und Godtfred Skjerne: The Lures of the Bronze Age. An Archaeological, Technical and Musicological Investigation. Kopenhagen 1959
- Kulturforbindelser mellem Danmark og Syden i aeldre Jaernalder. Kopenhagen 1960
- Lurfundene fra bronzealderen. Kopenhagen 1965